# Elizabeth Campbell
Daniela Elizabeth Campbell (Valencia, 26 aprile 1994) è una pallavolista statunitense.
Gioca nel ruolo di schiacciatrice nello Hyundai Hillstate.

## Biografia
Figlia di John e Carla Campbell, nasce a Valencia, in Venezuela. Ha due fratelli, Joshua e Frederick, e una sorella, Carla. Si diploma alla Chaparral High School nel 2011. In seguito studia prima alla Duke University e poi alla Ohio State University.

## Carriera

### Club
La carriera di Elizabeth Campbell inizia nei tornei scolastici statunitensi, giocando per tre annate con la Wakefield HS e per una con la Chaparral HS, giocando nel ruolo di centrale. Al termine delle scuole superiori, entra a far parte della squadra di pallavolo femminile della Duke, partecipando alla NCAA Division I dal 2012 al 2013, prima di trasferirsi alla Ohio State, dove gioca dal 2014 al 2015 nel nuovo ruolo di schiacciatrice.
Appena conclusa la carriera universitaria, firma il suo primo contratto professionistico, giocando a Porto Rico la Liga de Voleibol Superior Femenino 2016 con le Gigantes de Carolina. Nella stagione 2016-17 gioca per la prima volta in Europa, approdando nella Lega Nazionale A svizzera, dove difende i colori del Neuchâtel. Nella stagione seguente firma per lo Hyundai Hillstate, club della V-League sudcoreana.

## Palmarès

### Premi individuali
- 2015 - All-America Third Team